# 切斯特·比替图书馆
切斯特·比替图书馆（英語：Chester Beatty Library）于1950年被建在爱尔兰的首都都柏林，用于收藏矿业大亨艾佛德·切斯特·比替爵士的藏品。现今图书馆，位于都柏林城堡，于2000年2月7日艾佛德爵士125岁诞辰日开放。图书馆之后在2002年被列名为欧洲年度博物馆。

## 图书馆简介
切斯特·比替图书馆馆内收藏丰富，包括来自亚洲、中东、北非和欧洲的各种手抄本、版画、东正教圣翕、微型画、早期印刷书籍和艺术品等。这些珍藏品是出自一人之收藏。
埃及莎草纸文章、艳丽图示的古兰经、圣经、欧洲中世纪和文艺复兴时期的手抄本等，均为最精彩的收藏品。土耳其和波斯微雕、夺目的佛教绘画、以及中国龙袍和日本木版画也在展出之列。其广泛的收藏，反映出自公元前2700年时期至今人类的丰富创作。
这些收藏品是美国达矿业家艾佛德·切斯特·比替爵士以赠给公众的。比替爵士是一位伟大的收藏家。他于1950年退休后来到爱尔兰，居住在都柏林多时，于1968年逝世。图书馆于1969年成为一个公共慈善信托机构。
图书馆于1999.11搬至都柏林城堡，其主要的展览厅，坐落于城堡中楼旁的一座现代建筑物里。钟楼是一幢十八世纪的建筑物，在九十年代后期，经过重新修整和设计后，给切斯特·比替图书馆使用。
图书馆具备以下设施：展览厅、阅览室、教育性和外展节目，以及为专家学者和研究人员提供的各种服务。

## 展览厅
参观者穿过都柏林城堡花园进入切斯特·比替图书馆。玻璃顶的入口大堂为一优美的现代化空间，他把十八世纪的建筑物和特别世纪的新展厅连接起来。在底层，参观者可以收看关于比替爵士的生平事迹及其艺术收藏的声响介绍。
第二层展厅的展品多来自西方、伊斯兰和东亚国家的精美艺术品。这里有中国玉书收藏，日本人用以暗访印章或药片的小盒子，上面印有龙的精细花纹。其他展品有来自印度莫卧儿皇宫的微型画、装帧和绘画、亦即世界各种精美书法。z
第三层展厅站住世界各大宗教作品，包括犹太教、基督教、伊斯兰教、佛教和印度教。圣象节目介绍回教徒麦加朝圣、基督和释迦摩尼生平、以及不同宗教阴阳的各类意识：出生、结婚和死亡一事。展品包括九世纪至十九世纪时期有图示的古兰经；古代莎草纸文章，包括公元前1000年时期的著名埃及爱情诗歌；以及一些最早期的福音书和圣经新月其他书卷的手抄本，其制作时间可以追溯到公园200年。比替爵士收藏的新约手抄本是早期基督信仰的重要文源，而这些古兰经手抄本代表了最精美的伊斯兰书法和图饰技巧。另外，展厅还展出来自中国（西藏）、日本、南亚和东南亚的精美卷轴书画和其他宗教艺术品。

## 館藏類別

### 西方收藏

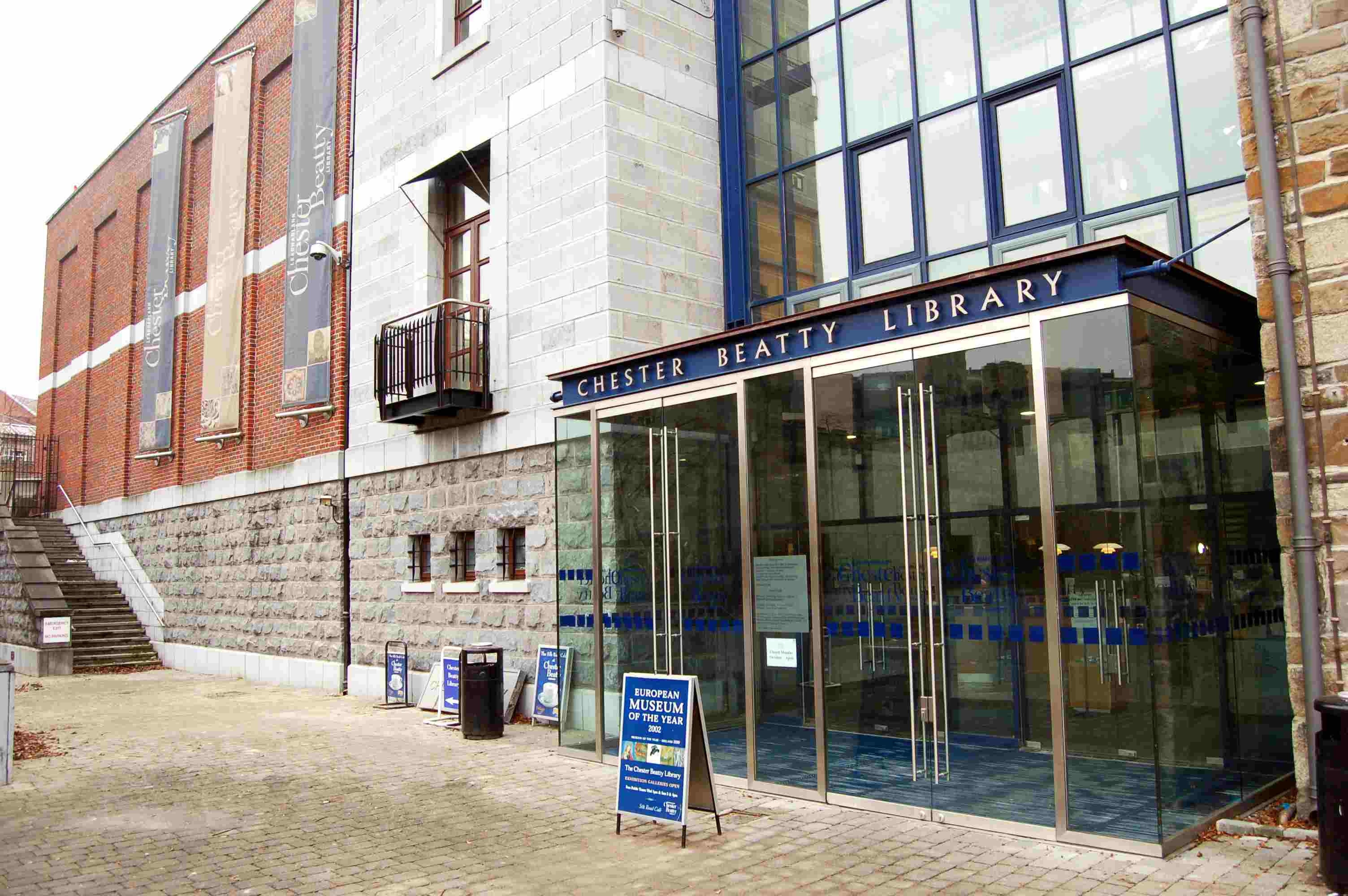
入口

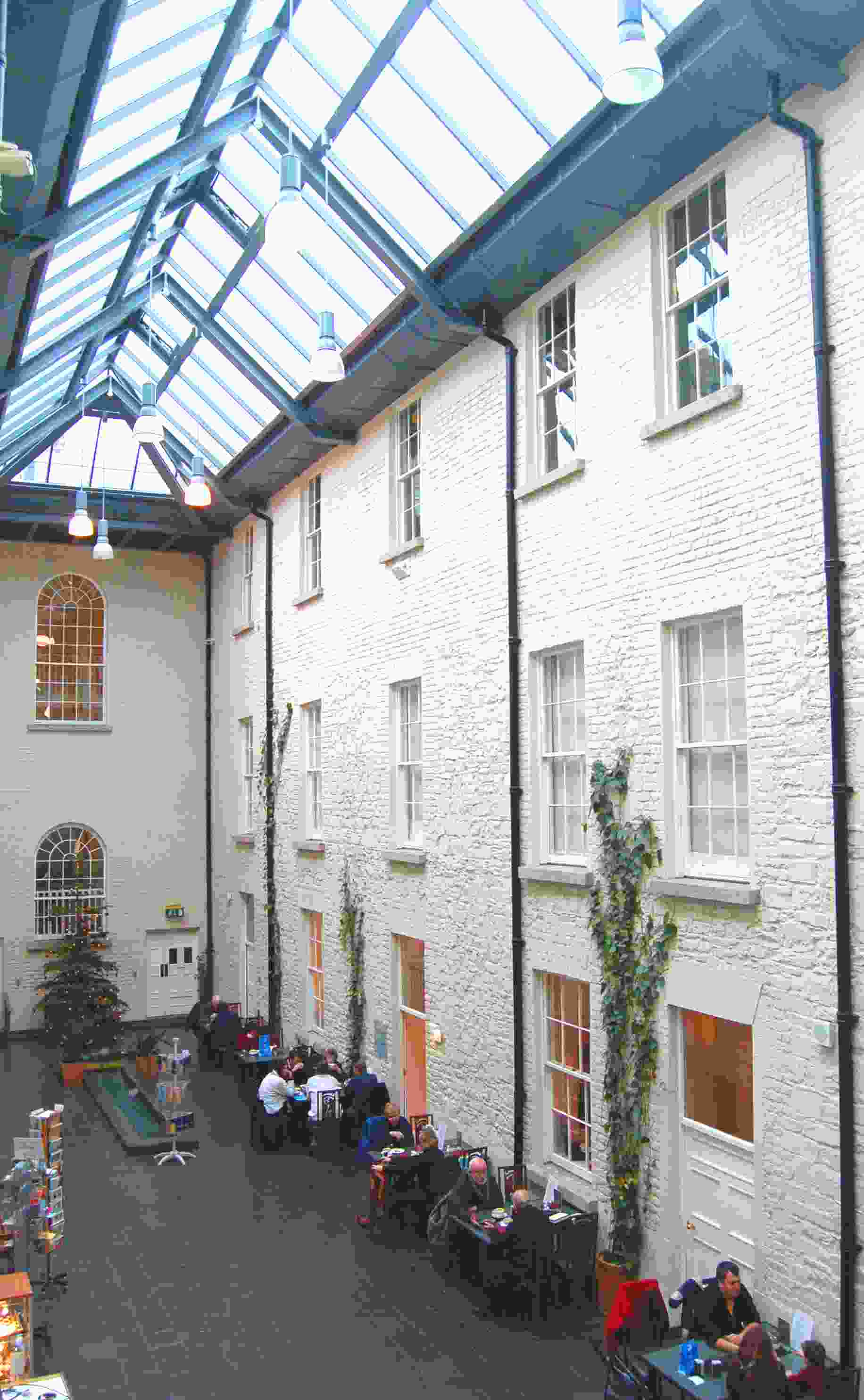
中庭

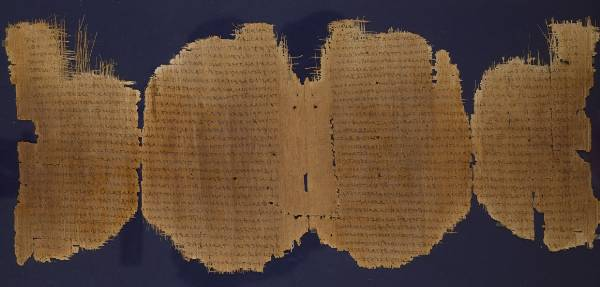
希腊公元三世纪用莎草纸写成的路加福音手稿

西方收藏有許多泥金手稿、珍本書以及古代大師的版畫和繪畫。該收藏包含以亞美尼亞語、教會斯拉夫語、科普特語、蓋茲語、希臘語、拉丁語和敘利亞語寫成的聖經文本，其中的基督教材料來自不同的文化和地理背景。 Chester Beatty 中的紙莎草抄本包括 Papyrus 45 和 Papyrus 46 等，它們是世界上現存最早的基督教文物。此外，少數稀有印刷書籍和印刷品也以基督教為主題。

### 伊斯蘭收藏

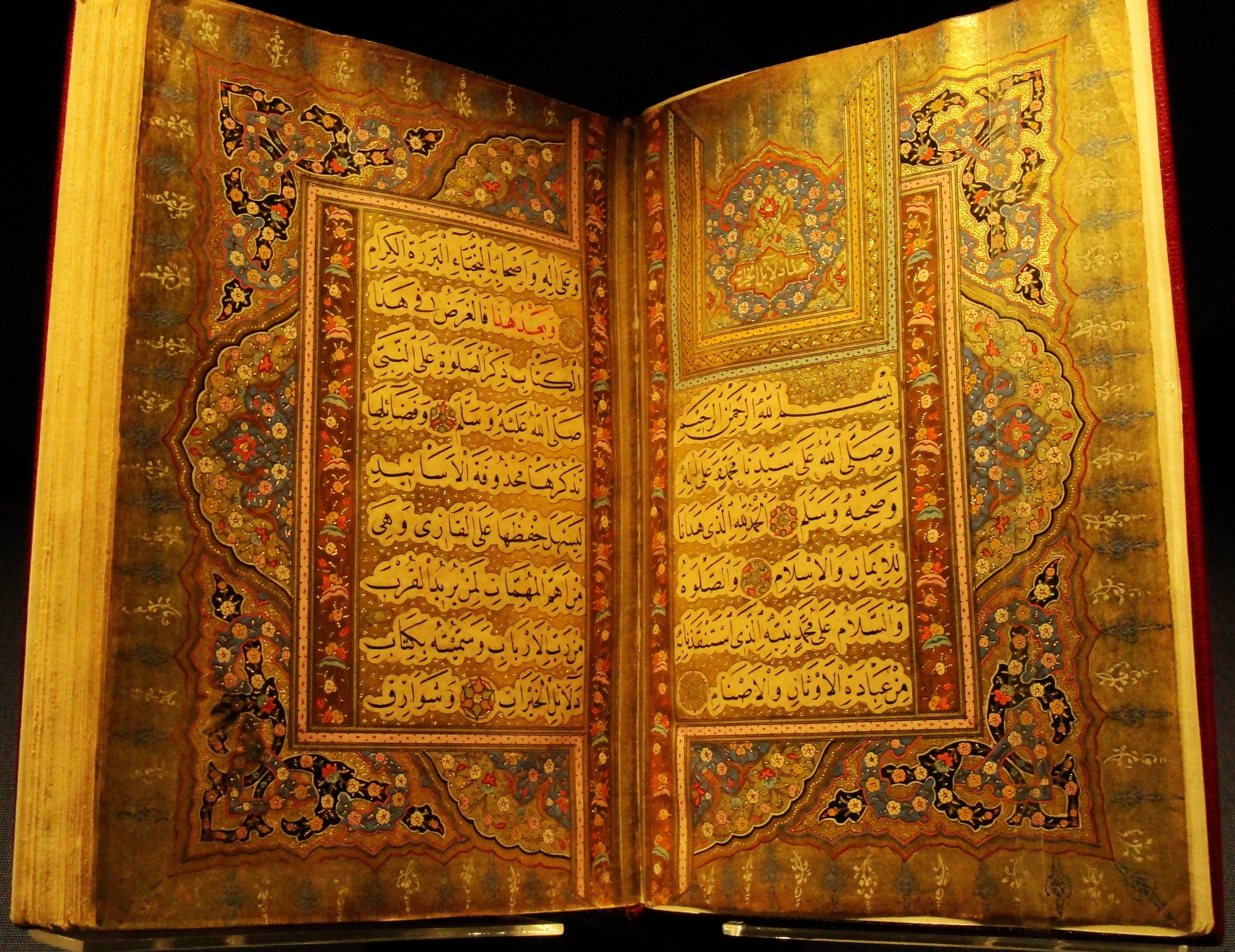
切斯特·比替图书馆的古兰经

伊斯蘭收藏分為阿拉伯文、波斯文、土耳其文、古蘭經和莫臥兒時代的印度收藏。阿拉伯文本包括宗教、歷史、法學、醫學、地理、數學、天文學和語言學的論文。切斯特·比蒂圖書館收藏了莫臥兒帝國相簿中一些最精美的細密畫，名為“Muraqqa”，其中包括已故沙·賈汗相冊和明托相冊中的重要畫作。這些專輯是伊斯蘭策展人伊萊恩·賴特 (Elaine Wright) 博士舉辦的展覽和出版的主題，《穆拉卡：切斯特·比蒂圖書館的帝國專輯》。經常展出的是由中世紀最偉大的伊斯蘭書法家之一抄寫的《伊本·巴瓦卜古蘭經》。

### 東亞收藏
東亞收藏館擁有最廣泛的雕刻鼻煙壺收藏之一，其中許多都包含在目錄《都柏林切斯特·比蒂圖書館：中國鼻煙壺》目錄中。館內還有日本藝術品，包括一對由狩野山雪於17世紀繪製的長畫卷。